# 透骨草属
透骨草属（学名：Phryma）是透骨草科下的一个属，为直立、多年生草本植物。该属仅有透骨草（Phryma leptostachya）一种，分布于北美至亚洲东部。